# V-11 (Spanje)

De V-11

De V-11 is een autovía in Valencia. De twee kilometer lange snelweg verbindt de A-3 met de luchthaven van Valencia.